# Hamleys

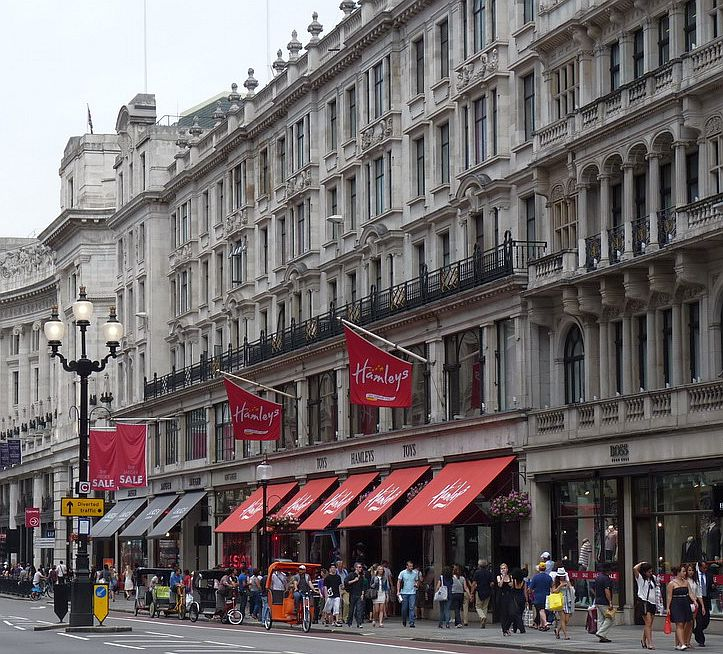
Hamleys-butiken på Regent Street 188-196 i London.

Hamleys är en butikskedja och den äldsta leksaksbutiken i världen, grundad av William Hamley 1760, och ägd av Groupe Ludendo.

## Historia
Hamleys är uppkallad efter William Hamley som grundade en leksaksbutik kallad Noah's Ark (dess ursprungliga namn) på gatan High Holborn 231 i London 1760. En annan Noah's Ark-butik öppnades på gatan Regent Street 200 också belägen i London av William Hamleys avkomlingar 1881, och flyttades till gatunumret 231 1892 vilket brann ner 1901 och omplacerades på gatan High Holborn 86-87. 1981 flyttades butiken åter till Regent Street, men vid gatunumren 188-196. Butiken har 7 våningar med mer än 50 000 leksaker och anses vara en av Londons stora turistattraktioner och får runt fem miljoner besökare per år.
- Källare - Lego, samlarkort, skämtsaker, GAME-produkter.
- Bottenvåning - leksaksdjur
- Våning 2 - spel (brädspel, pussel, mm)
- Våning 3 - leksaker för småbarn
- Våning 4 - dockor, Hello Kitty-leksaker, utklädningskläder, mm
- Våning 5 - hobby (modeller, radiostyrt, modelljärnvägar, mm)
- Våning 6 - actionfigurer, leksaksfordon, samt ett öppet café m.m.

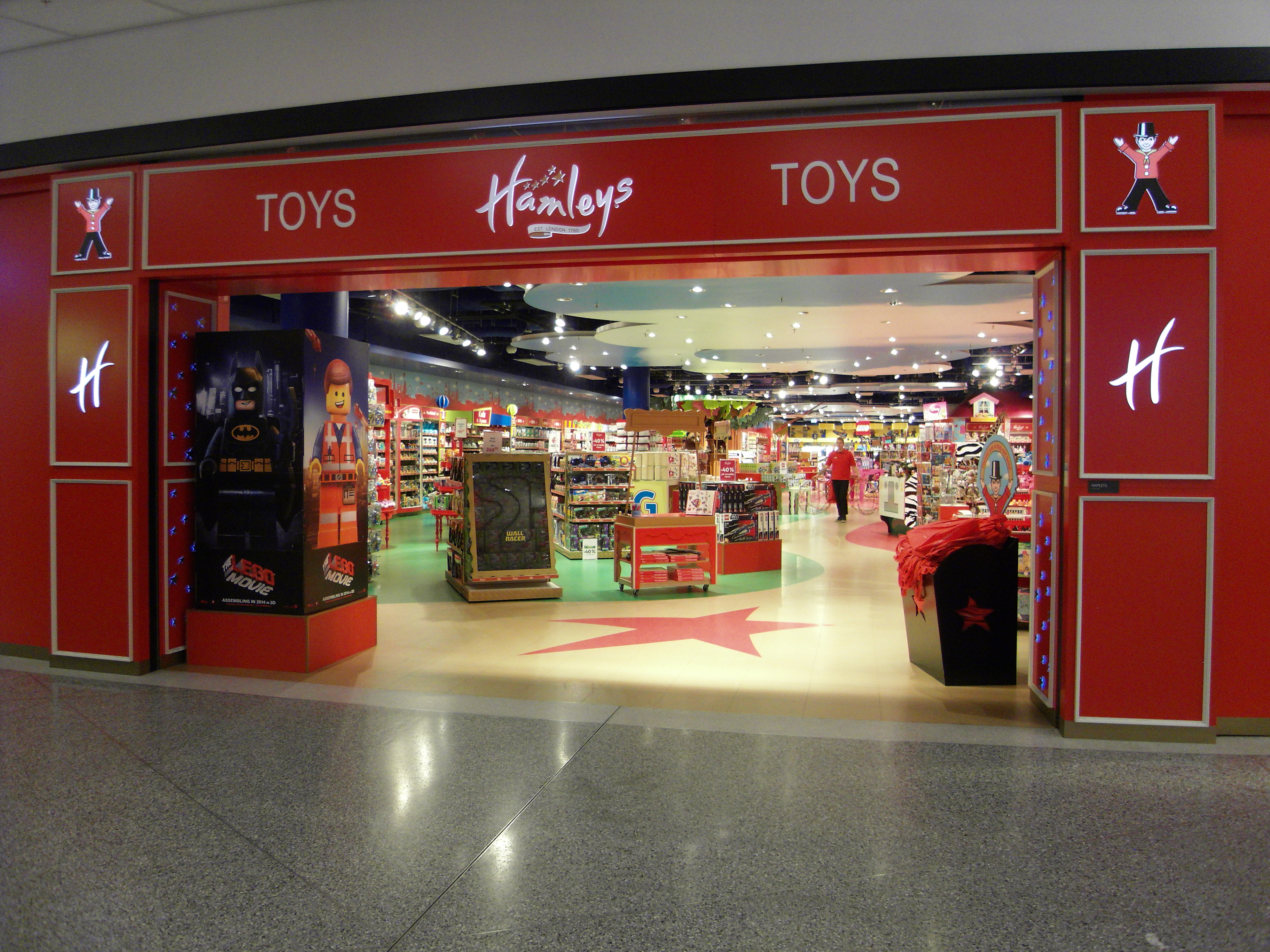
En Hamleys-butik i köpcentrumet Emporia i Malmö.

På 1980-, 1990-, 2000-, och 2010-talet kom Hamleys butiker i flera andra  städer världen runt.
Hamleys köptes i juni månad 2003 av investmentbolaget Baugur Group. När Baugur Group kollapsade, togs butikskedjas pengar över av banken Landsbanki 2006, medan banken begärdes i konkurs 2009. I september månad 2012 köptes Hamleys av Groupe Ludendo för cirka 60 miljoner pund.